# Амерички фудбал
Амерички фудбал (енгл. American football), познат и као фудбал у САД и Канади или гридирон фудбал, је тимски спорт који играју два тима од по једанаест играча на правоугаоном пољу са стативама на оба краја. Офанзивни тим, односно екипа која поседује лопту, покушава да прође кроз терен тако што са лоптом трче или је бацају, док дефанзивни тим, односно екипа без лопте, има за циљ да заустави напредовање нападача и да им одузме лопту. Поени се првенствено постижу уласком лопте у енд зону противничке екипе за тачдаун или филд гол. Тим са највише поена на крају игре побеђује.
Амерички фудбал се развио у САД, а настао је по узору на фудбал и рагби. Прва утакмица америчког фудбала одиграна је 6. новембра 1869. између два колеџ тима, Ратгерса и Принстона, по тадашњим правилима фудбала. Скуп измена правила које је од 1880. године направио Волтер Камп, успоставио је снап, линију скримиџа, тимове од по једанаест играча и сам концепт. Касније измене правила легализују додавање и креирају неутралну зону. Овај спорт је уско повезан са канадским фудбалом, који је еволуирао паралелно и истовремено са америчким фудбалом, али су његова правила другачија од Кемпових. Већина карактеристика које разликују амерички фудбал од рагбија и фудбала присутне су и у канадском фудбалу. Ова два спорта се сматрају примарним варијантама гридирон фудбала.
Амерички фудбал је најпопуларнији спорт у САД у погледу гледаности емитовања утакмица. Најпопуларнији облици игре су професионални и колеџ фудбал. Од 2022. скоро 1,04 милиона средњошколаца се бави овим спортом у САД, са још 81.000 колеџ спортиста. Национална фудбалска лига (НФЛ) има највећу просечну посећеност од било које спортске лиге на свету. Његова најзначајнија утакмица, Супербол, сврстава се међу најгледаније клупске спортске догађаје на глобалном нивоу. Српска асоцијација америчког фудбала је организација која управља америчким фудбалом у Србији. Године 2022. имала је годишњи приход од око 18,6 милијарди долара, што је чини највреднијом спортском лигом на свету. Амерички фудбал има све већи број следбеника у остатку Северне Америке, Европе, Бразила и Јапана.

## Правила

### Терен
Терен је дужине 120 yd (110 m) и на крајевима се налази поље дужине 10 yd (9,1 m) јарди које представља енд зону, поље до ког је циљ доћи како би се постигли поени. Остатак терена подељен је на поља дужине 5 yd (4,6 m), док се голови налазе на крајевима енд зоне. Сваки тим мора из 4 покушаја да најмање пређе 10 yd (9,1 m).

### Ток игре, освајање терена и начин
Тим који поседује лопту (напад) има 4 покушаја да пређе десет јарди и тако се избори за нова 4 покушаја (енгл. first down). Уколико тиму који напада то не пође за руком, могу у четвртом покушају да испуцају лопту што даље од свог гола (енгл. punt), или да покушају и у последњем да освоје нови напад. Ако не успеју, на терен излази напад противничког тима са места из ког је кренуо четврти напад. Постоји време за напад и уколико у том времену напад не крене у освајање терена добиће казну 5 јарди и у следећем нападу морати да освоји 15 за нови. Лопта се поставља на LOS (енгл. line of scrimmage) и акција почиње када центар тима који напада изведе (енгл. snap)лопту и проследи је свом квотербеку (енгл. quarterback). Пре него што центар изведе лопту нико не сме да пређе LOS. Када се лопта успешно изведе и нађе у рукама квотербека на њему је да је проследи неком од тркача: ранинг беку (енгл. running back) или фул беку (енгл. full back) (енгл. handoff), да пасом пронађе неког од својих хватача (tight end-а или wide receiver-а), или пак да сам истрчи и тако освоји терен. Када један тим успе да уђе у енд зону, било пасом или трчањем, осваја 6 поена (енгл. touchdown) и има прилику за додатно претварање шутом за 1 поен (енгл. extra point) или поново акцијом за 2 (енгл. two-point conversion). Ако тим у трећем покушају буде заустављен на удаљености с које њихов шутер може да погоди гол (енгл. field goal) у четвртом ће покушати тако да освоје поене и то 3. Уколико било који нападач током неке акције буде ухваћен у својој енд зони, екипа којој то пође за руком добиће 2 поена (енгл. safety) као и посед лопте.

### Трајање меча
Свака четвртина траје 15 минута, време се зауставља када играч изађе с лоптом ван терена, приликом лоше упућеног паса као и уколико неки тим затражи тајмаут, на располагању су по три у сваком полувремену. Игра се док не истекне време односно уколико је тим кренуо у напад док се исти не заврши. Победник је екипа која има више поена, а уколико након истека последње четвртине резултат нерешен игра се продужетак, који траје петнаест минута, у ком побеђује екипа која прва постигне тачдаун. Уколико нека од екипа у продужетку постигне филд-гол, противничка екипа има право да узврати(уколико постигну тачдаун добиће меч а уколико постигне филд гол меч се наставља до постизања првог тачдауна односно до истека времена). Ако и у продужетку буде нерешено, утакмица ће се таквом и прогласити.

## Делови тима (Играчи)
Сваки тим на терену има по 11 играча, док због великог броја различитих позиција односно великог броја измена један тим броји много више (у НФЛ-у америчкој професионалној лиги: 56). Најшира подела играча је на одбрамбене, нападаче и играче специјалних тимова.

### Напад
Нападачки део једног тима има за циљ освајање терена и уношење лопте у енд зону или постављање исте довољно близу за шут. У нападу се разликују следеће позиције : офанзивна линија (гардови (енгл. guard), теклови (енгл. tackle) и центар), бекови (квотербек (енгл. quaterback, ранинг бек (енгл. running back) или тркач и фул бек (енгл. full back) и хватачи (енгл. tight end) и крилни хватачи (енгл. wide receiver).
Нападачка или офанзивна линија броји 5 људи. Њихов циљ је да направе блокове у одбрани и омогуће својим тркачима напредовање, или да бране свог квотербека када он жели да упути пас. Када бране свог квотербека линијаши формирају круг око њега (џеп) омогућавајући му довољно времена да упути пас. Поред центра који изводи лопту, ови играчи (леви и десни гард односно текл) су најдоминантнији на терену и у главном немају контакт са лоптом. Квотербек заузима најдоминантније место на терену иза центра, како би имао најбољу прегледност, и у договору са тренером позива акције. Мора да има изражен осећај за игру, прецизну и јаку руку те је зато квотербек један на терену, а уједно и најважнији члан сваког тима. Тајт енд се налази тик уз офанзивну линију и поред тога што помаже офанзивној линији у њеним задацима, може да хвата лопту. Постоје још и крилни хватачи који се налазе широко уз аут и пре свега за циљ имају да се ослободе, ухвате лопту и по могућству даље напредују. У зависности од формације постоје акције у којима набројане позиције нису јасно дефинисане. 
Нпр. тим може да напада без бекова, са 5 крилних хватача.

### Одбрана
Одбрамбени тим има за циљ да спречи противнички напад у освајању терена. Одбрамбени играчи заустављају противничке обарањем (енгл. tackle), може да пресече пас (енгл. interception) или да га одбије (енгл. deflected). Уколико играч приликом обарања успе противнику да избије лопту из руку пре него што он падне на земљу или изађе у аут лопта постаје слободна (енгл. fumble). Тада лопта постаје слободна и свако може да је освоји. Обарање квотербека док се налази иза своје линије назива се сек (енгл. sack). Напредовање напада се моментално зауставља уколико играч са лоптом изађе у аут или не успе да ухвати исту. У одбрани се разликују следеће позиције: дефанзивна линија, корнер бек (енгл. corner back), лајнбекер (енгл. linebacker), сејфти (енгл. safety). Дефанзивна линија се налази одмах испред офанзивне, са чијим играчима стално води дуел покушавајући да ухвати квотербека (sack) или да обори било ког другог играча. Ова позиција разликује крајњег играча (енгл. end) и остале (енгл. tackle). Лајнбекери се налазе одмах иза линије и пре свега имају задатак да зауставе трчања и краће пасове, корнер бекови се у главном користе за маркирање крилних хватача док сејфти, као што им име каже чувају терен од било каквог дубоког продирања било пасом или трчањем. Позицијама у одбрани нису јасно дефинисане ни улоге ни број на терену.. Уколико тим жели да се одбрани од трчања тада ће на терену бити више линијаша и може бити више линијаша и лајнбекера. Такође је могуће да било ко, нпр. последњи човек одбране сејфти крене у јуриш ка квотербеку и таква акција одбране назива се блиц (енгл. blizz).

### Специјални тимови
Сваки меч америчког фудбала почиње испуцавањем, када шутер изађе на терен са задатком да пошаље лопту што даље од свог гола у руке тиму који враћа лопту покушавајући да освоји што више терена.. Циљ тима који испуцава лопту (енгл. kickoff) је да зауставе напредовање тима који исту враћа (енгл. kick return). Као и у току игре, сваки специјални тим на терену има 11 играча. Други битан специјални тим је пант тим (енгл. punt), који се користи у ситуацијама када тим који напада у четвртом покушају мора да освоји велики део терена. Тада се екипа одлучује да изведе на терен свог пантера који лопту испуцава што даље ка голу противника. Један играч тима који враћа пант се налази најдаље од свих и он хвата лопту и моментално напредује са њом, док му остали блоковима покушавају да направе пут. Уколико играч који хвата лопту жели да само ухвати лопту и да са тог места крене његов напад он то сигнализира рукама (енгл. fair catch), и тада нико не сме да га дотакне. Ако пант заврши у енд зони екипа свој напад креће са линије од 20 јарди (енгл. touchback). Када се напад у четвртом покушају нађе на месту са ког њихов шутер на терен излази специјални тим и то је тим за шут односно блокирање истог. Поред шутера важни играчи су снепер који изводу лопту далеко ка холдеру човеку који придржава лопту и омогућава шутеру да постигне поене. У специјалним тимовима позиције (осим шутера и пантера) нису јасно дефинисане и попуњавају их људи са посебним талентом, као што је нпр. брзина. Неретко у овим тимовима се налазе млади играчи којима се пружа прилика да се искажу.

## Казне
У америчком фудбалу постоји велики број правила као и казни за кршење истих. 
На терену постоји 7 судија, сваки је задужен за одређени део терена или сегмент игре   док је главни судија, уочљив по белом качкету, задужен да уважи или оповргне   прекршај и исти саопшти. Уочени прекршај санкционишу убацивањем жуте   заставице. 
Најчешћи прекршаји:
-: Уколико се било који играч одбране нађе са противничке стране LOS у моменту кад се лопта изводи.
-: Уколико се играч напада нелегално помери.
-: Непрописно држање играча (који не носи лопту).
-: Забрањено блокирање играча с леђа.
-: Забрањено је на било какав начин ухватити играча за facemask.
-: Контакт са хватачем у моменту када је лопта упућена се кажњава постављањем лопте на то место.